# 胡沛泉
胡沛泉（1920年—2019年2月19日），男，江苏无锡人，中国工程力学与航空专家、教育家，曾任西北工业大学教授，陕西省力学学会副理事长。